# Karijoki
Karijoki (Zweeds: Bötom) is een gemeente in de Finse provincie West-Finland en in de Finse regio Zuid-Österbotten. De gemeente heeft een landoppervlakte van 185,58 km² en telt 1.200 inwoners (2022).